# مگس‌عقربان معمولی
مگس‌عقربان معمولی (نام علمی: Panorpidae) نام یک تیره از راسته منقارسران است.